# Авиационные происшествия Аэрофлота 1977 года
Авиационные происшествия и инциденты, включая угоны, произошедшие с воздушными судами Министерства гражданской авиации СССР (Аэрофлот) в 1977 году.
В этом году крупнейшая катастрофа с воздушными судами предприятия «Аэрофлот» произошла 13 января близ Алма-Аты, когда самолёт Ту-104А при заходе на посадку потерял управление из-за пожара двигателя и врезался в землю, при этом погибли 90 человек (подробнее…).

## Список
Отмечены происшествия и инциденты, когда воздушное судно было восстановлено.
| Дата                  | Место                                                                      | ВС       | Бортовой номер | Управление         | Жертв | Описание | И             |
| --------------------- | -------------------------------------------------------------------------- | -------- | -------------- | ------------------ | ----- | --- | ------------- |
| 5 января 1977 года    | Александровка, Покровский район (52°46′ с. ш. 36°36′ в. д.)                | Ка-26    | 19656          | Белорусское        | 2/2   | Столкновение в воздухе | [ 1 ]         |
| 5 января 1977 года    | Александровка, Покровский район (52°46′ с. ш. 36°36′ в. д.)                | Ка-26    | 19655          | Белорусское        | 0/2   | Столкновение в воздухе | [ 1 ]         |
| 13 января 1977 года   | Алма-Ата (43°22′35″ с. ш. 77°06′10″ в. д.)                                 | Ту-104А  | 42369          | Дальневосточное    | 90/90 | Сваливание при заходе на посадку из-за пожара двигателя (подробнее…) | [ 2 ]         |
| 1 февраля 1977 года   | близ Джизака                                                               | Ан-2     | 55787          | Узбекское          | 0/3   | Упал на землю из-за ошибок в пилотировании после неисправности в двигателе | [ 3 ]         |
| 11 февраля 1977 года  | близ Риги                                                                  | Ми-2     | 23998          | Латвийское         | 0/?   | Столкновение с землёй из-за отвлечения пилота | [ 4 ]         |
| 15 февраля 1977 года  | Минеральные Воды                                                           | Ил-18В   | 75520          | Узбекское          | 77/98 | Сваливание при уходе на второй круг (подробнее…) | [ 5 ]         |
| 6 марта 1977 года     | Чокурдах                                                                   | Ан-2     | 40572          | Якутское           | 1/1   | При опробовании двигателя авиатехником с нарушениями процедур, самолёт разогнался, подлетел и врезался в землю, полностью разрушившись.                                                                                               | [ 6 ]         |
| 13 марта 1977 года    | Ворошиловградская область                                                  | Ми-2     | 15657          | Украинское         | 0/?   | Упал на землю при заходе на посадку из-за ошибок в пилотировании | [ 7 ]         |
| 18 марта 1977 года    | Фаришский район, близ Фариша (40°30′ с. ш. 67°09′ в. д.)                   | Ан-2     | 09191          | Узбекское          | 2/2   | Сваливание и столкновение с землёй из-за ошибок в пилотировании | [ 8 ]         |
| 22 марта 1977 года    | близ Фрунзе                                                                | Ми-2     | 15729          | Киргизское         | 0/?   | Вынужденная посадка после отказа системы поперечного управления (рассоединилась проводка) | [ 9 ]         |
| 23 марта 1977 года    | Вычегда, близ Лемью, Сыктывдинский район (61°43′15″ с. ш. 51°03′26″ в. д.) | Ан-2Т    | 92841          | Коми               | 1/9   | Врезался в реку, уклоняясь от столкновения с другим Ан-2 | [ 10 ]        |
| 25 марта 1977 года    | Натальин Яр                                                                | Ан-2     | 28938          | Узбекское          | 5/5   | Столкновение в воздухе (подробнее…) | [ 11 ]        |
| 25 марта 1977 года    | Натальин Яр                                                                | Ан-2     | 32112          | Узбекское          | 5/5   | Столкновение в воздухе (подробнее…) | [ 12 ]        |
| 23 марта 1977 года    | близ Воркуты                                                               | Ми-8     | 22152          | Коми               | 0/?   | Упал на землю при заходе на посадку из-за ошибок в пилотировании | [ 13 ]        |
| 30 марта 1977 года    | Жданов                                                                     | Як-40    | 87738          | Украинское         | 8/28  | Столкновение с препятствиями при заходе на посадку из-за снижения под глиссаду (подробнее…) | [ 14 ]        |
| 4 апреля 1977 года    | Горно-Алтайская АО, близ Акташа                                            | Ми-8     | 25716          | Западно-Сибирское  | 1/?   | Во время полёта выпал и разбился пассажир | [ 15 ]        |
| 5 апреля 1977 года    | Пенёк, Чулымский район                                                     | Ил-14ФКМ | 61675          | Западно-Сибирское  | 6/6   | В учебном полёте перешёл в сваливание и упал на землю из-за отказа руля направления | [ 16 ]        |
| 6 апреля 1977 года    | Валуйки                                                                    | Ка-26    | 24374          | Центральное        | 0/?   | Разбился из-за перегруза | [ 17 ]        |
| 20 апреля 1977 года   | Коптевка, Горецкий район                                                   | Ан-2     | 01637          | Молдавское         | 2/2   | В ходе авиационно-химических работ врезался в землю при недопустимом манёвре | [ 18 ]        |
| 30 апреля 1977 года   | Усть-Янский район, 135 км С Тенкели                                        | Ми-4А    | 01821          | Якутское           | 6/6   | Пожар на борту; при экстренном снижении врезался в лёд озера (подробнее…) | [ 19 ]        |
| 7 мая 1977 года       | Пенжинский район, близ Аянки                                               | Ан-2Т    | 23716          | Дальневосточное    | 4/4   | Пожар на борту из-за отделения ручного насоса | [ 20 ]        |
| 7 мая 1977 года       | Новосёловка, Тавдинский район (57°54′40″ с. ш. 65°15′20″ в. д.)            | Ан-2     | 15925          | Тюменское          | 15/15 | Столкновение в воздухе (подробнее…) | [ 21 ]        |
| 7 мая 1977 года       | Новосёловка, Тавдинский район (57°54′40″ с. ш. 65°15′20″ в. д.)            | Ан-2ТП   | 44992          | Уральское          | 14/14 | Столкновение в воздухе (подробнее…) | [ 22 ]        |
| 8 мая 1977 года       | Таймендра, Бодайбинский район (59°30′ с. ш. 116°20′ в. д.)                 | Ми-2     | 15763          | Восточно-Сибирское | 1/3   | Выпрыгнувший из кабины после посадки пассажир попал под хвостовой винт | [ 23 ]        |
| 8 мая 1977 года       | Бухта Тихая, остров Гукера, Земля Франца-Иосифа                            | Ан-2     | 15763          | Красноярское       | 0/?   | На ледовом аэродроме провалился под лёд и затонул | [ 24 ]        |
| 18 мая 1977 года      | Сартыш-Тоух, Тюменская область                                             | Ми-4     | 32265          |                    | 0/?   | Разбился после отказа двигателя | [ 25 ]        |
| 20 мая 1977 года      | близ Магадана                                                              | Ми-4А    | 36578          | Магаданское        | 3/3   | После самовольного вылета разбился по неустановленной причине | [ 26 ]        |
| 26 мая 1977 года      | Арланда, Стокгольм                                                         | Ан-24Б   | 46806          | Латвийское         | 0/23  | Выполнял рейс Рига—Даугавпилс, когда дважды судимый В. В. Сосновский под угрозой взрыва заставил экипаж изменить курс к Швеции, где после посадки попросил политического убежища; был приговорён шведским судом к 4 годам тюрьмы.     | [ 27 ] [ 28 ] |
| 27 мая 1977 года      | Гавана                                                                     | Ил-62М   | 86614          | ЦУ МВС             | 67/69 | Столкновение с ЛЭП при заходе на посадку (подробнее…) | [ 29 ]        |
| 2 июня 1977 года      | Калиновская                                                                | Ан-2     | 55795          | Северо-Кавказское  | 1/1   | Самоубийство авиатехника, направившего самолёт в землю | [ 30 ]        |
| 8 июня 1977 года      | Муган-Гянджали, Сальянский район (39°43′ с. ш. 48°58′ в. д.)               | Ми-2     | 20016          | Азербайджанское    | 1+0/1 | При посадке под хвостовой винт попал один из рабочих на площадке; вертолёт опрокинулся и разрушился. | [ 31 ]        |
| 10 июня 1977 года     | Бухарская область                                                          | Ан-2     | 55735          | Узбекское          | 0/?   | Разбился после отказа двигателя | [ 32 ]        |
| 13 июня 1977 года     | близ Зарафшана                                                             | Ка-26    | 19602          | Узбекское          | 0/?   | Упал при посадке из-за попадания в режим «вихревого кольца» | [ 33 ]        |
| 17 июня 1977 года     | Вентспилс                                                                  | Як-40    | н.д.           | н.д.               | 0/29  | Выполнял рейс Рига—Таллин, когда пассажир Г. В. Петров угрожая взорвать самолёт потребовал лететь в Швецию. После посадки в Вентспилсе угонщика задержали.                                                                            | [ 28 ]        |
| 21 июня 1977 года     | близ Туры                                                                  | Ми-4     | 31580          | н.д.               | 0/?   | Сгорел после посадки из-за воспламенения сухой травы выхлопом двигателя | [ 34 ]        |
| 24 июня 1977 года     | Каратаусай (50°47′ с. ш. 56°48′ в. д.)                                     | Як-18Т   | 44392          | Актюбинское ВЛУ ГА | 3/3   | Столкновение с землёй из-за воздушного хулиганства (выполнение фигур пилотажа на малой высоте) нетрезвого экипажа | [ 35 ]        |
| 28 июня 1977 года     | Малеево, Касимовский район                                                 | Ка-26    | 19359          | Центральное        | 0/?   | Опрокинулся при взлёте из-за ошибок в пилотировании | [ 36 ]        |
| 30 июня 1977 года     | Варандей (68°47′ с. ш. 58°11′ в. д.)                                       | Ми-6     | 21198          | Архангельское      | 6/6   | Столкновение в воздухе с грузом, транспортируемым другим вертолётом (Ми-8) | [ 37 ]        |
| 1 июля 1977 года      | Крест-Хальджай (62°49′ с. ш. 134°14′ в. д.)                                | Ми-4А    | 35214          | Якутское           | 3/3   | Упал в озеро при заходе на посадку из-за отказа системы поперечного управления | [ 38 ]        |
| 8 июля 1977 года      | Сухуми                                                                     | Ан-24РВ  | 46847          | КШВЛП ГА           | 6/7   | (подробнее…) | [ 39 ]        |
| 10 июля 1977 года     | Вантаа, Хельсинки                                                          | Ту-134   | 65639          | Ленинградское      | 0/75  | Выполнял рейс Петрозаводск—Ленинград, когда угонщики, угрожая муляжом гранаты Ф-1, потребовали лететь в Швецию. Самолёт приземлился в Хельсинки, где вскоре угонщики были арестованы и переданы властям Советского Союза.(подробнее…) | [ 40 ] [ 41 ] |
| 12 июля 1977 года     | Каневка, Ловозерский район                                                 | Ми-4     | 02308          | Ленинградское      | 0/?   | Разбился после отказа двигателя | [ 42 ]        |
| 14 июля 1977 года     | близ Ленска                                                                | Ми-6     | 02308          | Магаданское        | 0/8   | Вынужденная посадка на местности из-за пожара на борту | [ 43 ]        |
| 14 июля 1977 года     | близ Хабаровска                                                            | Ан-2     | 55723          | Дальневосточное    | 0/?   | Разбился из-за перегруза | [ 44 ]        |
| 18 июля 1977 года     | Чодураалыг, Каа-Хемский район                                              | Ми-1     | 55723          | Красноярское       | 1/3   | Столкновение с землёй при заходе на посадку из-за хулиганства пилота | [ 45 ]        |
| 19 июля 1977 года     | Аламедин                                                                   | Ан-2     | 15274          | Киргизское         | 0/?   | Столкновение с препятствием при уходе на второй круг | [ 46 ]        |
| 20 июля 1977 года     | Витим                                                                      | Авиа-14М | 52096          | Восточно-Сибирское | 39/40 | При взлёте не успел набрать скорость и высоту и врезался с препятствия (подробнее…) | [ 47 ]        |
| 21 июля 1977 года     | Телави                                                                     | Ми-4     | 36515          | Грузинское         | 0/?   | Столкновение с землёй при полёте в СМУ | [ 48 ]        |
| 21 июля 1977 года     | Кунград                                                                    | Ан-2     | 44617          | Узбекское          | 0/?   | Столкновение с препятствием при взлёте | [ 49 ]        |
| 22 июля 1977 года     | Полтавская область                                                         | Ка-26    | 19390          | Украинское         | 0/?   | Упал на землю при посадке из-за попадания в режим «вихревого кольца» | [ 50 ]        |
| 29 июля 1977 года     | Вадул-луй-Водэ (47°07′ с. ш. 29°03′ в. д.)                                 | Ка-26    | 19480          | Молдавское         | 1/1   | Потерял управление из-за разрушения лопасти несущего винта брошенным подростком камнем и врезавшись в радиоантенну упал на землю | [ 51 ]        |
| 30 июля 1977 года     | Нангнеллор, Белоярский (63°43′ с. ш. 66°45′ в. д.)                         | Ми-8     | 25556          | Тюменское          | 17/17 | Упал в болото после взлёта из-за разрушения хвостовой балки ударами лопастей несущего винта, вызванных отказом продольного управления                                                                                                 | [ 52 ]        |
| 2 августа 1977 года   | Барыш                                                                      | Ан-2     | 29316          | Приволжское        | 0/24  | Упал после взлёта из-за перегруза и нарушения центровки | [ 53 ]        |
| 2 августа 1977 года   | Гладковка, Голопристанский район (46°22′ с. ш. 32°34′ в. д.)               | Ка-26    | 19397          | Украинское         | 1/1   | Столкновение с ЛЭП в ходе авиационно-химических работ из-за потери высоты после отказа двигателя | [ 54 ]        |
| 11 августа 1977 года  | Еврашкалах, 26 км В Сусумана                                               | Ан-2     | 98368          | Магаданское        | 3/6   | Столкновение с ЛЭП в ходе поисково-съёмочного полёта | [ 55 ]        |
| 15 августа 1977 года  | близ Оша                                                                   | Ми-2     | 15868          | Киргизское         | 0/?   | Вынужденная посадка после отказа муфты свободного хода | [ 56 ]        |
| 18 августа 1977 года  | Усть-Куйга                                                                 | Ан-26    | 26536          | Якутское           | 0/?   | Грубая посадка из-за преждевременного снижения мощности двигателей | [ 57 ]        |
| 22 августа 1977 года  | Костюковичский район, близ Колодлива (53°14′ с. ш. 32°02′ в. д.)           | Ми-2     | 20022          | Белорусское        | 1/4   | Столкновение с ЛЭП после взлёта | [ 58 ]        |
| 23 августа 1977 года  | Тудур, 22 км ЮВ Селихино                                                   | Ан-2     | 07313          | Дальневосточное    | 10/11 | Столкновение с горой из-за отклонения с маршрута | [ 59 ]        |
| 29 августа 1977 года  | Билибинский район, близ Омолона                                            | Ан-2     | 01250          | Магаданское        | 0/?   | Столкновение с землёй при полёте в СМУ | [ 60 ]        |
| 30 августа 1977 года  | Радвилишкский район                                                        | Ан-2Р    | 32032          | Литовское          | 0/?   | Вынужденная посадка после отказа двигателя, приведшая к разрушению шасси и повреждению крыльев | [ 61 ]        |
| 31 августа 1977 года  | Отрадо-Ольгинское                                                          | Ан-2     | 32108          | Северо-Кавказское  | 0/?   | Столкновение с землёй из-за отвлечения экипажа от пилотирование | [ 62 ]        |
| 4 сентября 1977 года  | Эвенкийский АО, близ Чиринды                                               | Ан-2     | 35485          | Красноярское       | 7/7   | Столкновение с горой при заходе на посадку | [ 63 ]        |
| 9 сентября 1977 года  | совхоз имени Голобородько, Карловский район                                | M-15     | 15219          | Украинское         | 1/1   | Выкатился за пределы аэродрома и перевернулся при взлёте с убранными закрылками | [ 64 ]        |
| 14 сентября 1977 года | Мурмаши, Мурманск                                                          | Ми-2     | 23994          | Ленинградское      | 0/1   | Упал на землю при заходе на посадку из-за отрыва хвостового редуктора | [ 65 ]        |
| 27 сентября 1977 года | Самаркандская область                                                      | Ан-2     | 33254          | Узбекское          | 0/?   | Остановка двигателя из-за ошибочных действий экипажа; вынужденная посадка вне аэродрома. | [ 66 ]        |
| 13 октября 1977 года  | Ростов-на-Дону                                                             | Як-40К   | 87948          | Северо-Кавказское  | 2/22  | В полёте открылся грузовой люк, вытянув наружу два ряда кресел; двое пассажиров выпали из кресел и разбились (подробнее…) | [ 67 ]        |
| 15 октября 1977 года  | Тикси                                                                      | Ми-4     | 19249          | Якутское           | 0/3   | Столкновение с землёй при заходе на посадку | [ 68 ]        |
| 18 октября 1977 года  | Среднеколымск                                                              | Ан-2     | 55625          | Якутское           | 0/5   | Вынужденная посадка на местности из-за отказа двигателя после взлёта | [ 69 ]        |
| 19 октября 1977 года  | Тарту                                                                      | Ан-2     |                |                    | 0/?   | Пресечена попытка угона одним пассажиром | [ 28 ]        |
| 27 октября 1977 года  | Таймыр, 38 км от мыса Челюскина                                            | Ил-14М   | 04195          | Красноярское       | 0/11  | Столкновение с сопкой из-за отклонения с маршрута при полёте над морем | [ 70 ]        |
| 29 октября 1977 года  | Горный район, 78 км ЮВ Сангара (63°17′ с. ш. 127°37′ в. д.)                | Ми-8     | 22441          | Якутское           | 1/7   | После посадки на замёрзшую реку левая стойка шасси провалилась под лёд, из-за чего вертолёт опрокинулся, придавив пассажира. | [ 71 ]        |
| 29 октября 1977 года  | Усинск                                                                     | Ми-4     | 31555          | Коми               | 0/?   | Разбился после отказа двигателя | [ 72 ]        |
| 5 ноября 1977 года    | Ааг, 42 км СЗ Халактырки (53°24′10″ с. ш. 158°39′00″ в. д.)                | Ан-2     | 70453          | Дальневосточное    | 7/7   | Столкновение с горой из-за преждевременного снижения после отклонения от трассы | [ 73 ]        |
| 6 ноября 1977 года    | Вильнюс                                                                    | Ан-24    |                |                    | 0/?   | Выполнял рейс Паланга—Вильнюс, когда один из пассажиров угрожая муляжом гранаты потребовал следовать в Швейцарию. После посадки в Вильнюсе угонщика задержали.                                                                        | [ 28 ]        |
| 7 ноября 1977 года    | Дарьялык, Октябрьский район (42°15′ с. ш. 58°37′ в. д.)                    | Ми-2     | 15838          | Узбекское          | 1/1   | Упал на землю после самовольного вылета пьяного пилота | [ 74 ]        |
| 28 ноября 1977 года   | близ Чуи                                                                   | Ан-2     | 70629          | Восточно-Сибирское | 0/?   | Столкновение с землёй во время полёта | [ 75 ]        |
| 9 декабря 1977 года   | Тарко-Сале (64°54′ с. ш. 77°46′ в. д.)                                     | Ан-24РВ  | 47695          | Тюменское          | 17/23 | Столкновение с землёй после взлёта из-за потери высоты в результате ошибок в пилотировании (подробнее…) | [ 76 ]        |
| 19 декабря 1977 года  | Подкопаево, Мещовский район                                                | Ан-2     | 09696          | Центральное        | 0/?   | Остановка двигателя из-за истощения топлива; вынужденная посадка вне аэродрома. | [ 77 ]        |
| 20 декабря 1977 года  | близ Владивостока                                                          | Ка-26    | 09696          | Дальневосточное    | 0/?   | Столкновение с ЛЭП после взлёта | [ 78 ]        |
| 20 декабря 1977 года  | близ Ухты                                                                  | Ан-2     | 07471          | Коми               | 0/?   | Разбился после отказа двигателя | [ 79 ]        |
| 23 декабря 1977 года  | Экимчан                                                                    | Ан-2     | 02708          | Дальневосточное    | 0/?   | Разбился из-за перегруза | [ 80 ]        |

### Комментарии
1. ↑  Первый, из известных, успешный угон советского авиалайнера в Швецию.
2. ↑  Первый, из известных, успешный угон советского авиалайнера в Финляндию.